# Daniel London
Pour les articles homonymes, voir London.
Daniel London est un acteur américain, né en 1973 à Pittsburgh, en Pennsylvanie.

## Filmographie
Sauf indication contraire, les informations mentionnées dans cette section peuvent être confirmées par la base de données cinématographiques IMDb,  présente dans la section « Liens externes ».

### Cinéma
- 1998 : A Soldier's Sweetheart : Eddie Diamond
- 1998 : Docteur Patch (Patch Adams) : Truman Schiff
- 2000 : Famous : le petit ami
- 2000 : Murder Party (Four Dogs Playing Poker) : Kevin
- 2001 : My Best Friend's Wife : Eric Meyer
- 2002 : Big Trouble : John / Ivan
- 2002 : Minority Report : Wally the Caretaker
- 2005 : Old Joy : Mark
- 2005 : Rent : Paul
- 2008 : Synecdoche, New York : Tom
- 2010 : Une drôle d'histoire (It's Kind of a Funny Story) : Salomon
- 2017 : Cat Killer (court métrage) de Wes Jones : Colin
- 2018 : Vox Lux de Brady Corbet : père Cliff
- 2019 : The Report de Scott Z. Burns : Fox, l'officier de la CIA

### Télévision
- 1997 : The Garden of Redemption : Pepe
- 1998 : The First Seven Years : Max
- 2014 : Manhattan : Robert Oppenheimer
- 2015 : Blacklist : Drexel (saison 3, épisode 15)
- 2018 : God Friended Me, saison 1, épisode King's Gambit : Aleksander Leff
- 2018 : Cameron Black : L'Illusionniste, épisode Don de voyance (saison 1, épisode 4) : Miller Mackenzie
- 2018 : Instinct, saison 1, épisode Les Règles du jeu : Dan
- 2019 : Prodigal Son, saison 1, épisode Obsession : Roger
- 2020 : New York, unité spéciale (saison 21, épisode 19) : Ash Gordon
- 2020 : Hollywood : George Cukor (mini-série)

## Distinction
Sauf indication contraire, les informations mentionnées dans cette section peuvent être confirmées par la base de données cinématographiques IMDb,  présente dans la section « Liens externes ».
- Pitch to Screen Film Awards 2018 : meilleur acteur pour Car Killer